# Европско првенство у атлетици на отвореном 2012 — 10.000 метара за жене
Трка на 10.000 метара у женској конкуренцији на Европском првенству у атлетици 2012. у Хелсинкију одржана је 1. јула на Олимпијском стадиону у Хелсинкију.
Учествовало је 16 такмичарки из 9 земања. На циљ је стигло 14, а две су одустале у току трке.

## Земље учеснице
| - Ирска (1) - Италија (2) - Мађарска (1) | - Немачка (1) - Поругалија (3) - } Уједињено Краљевство (3) | - Украјина (2) - Швајцарска (1) - Шпанија (1) |

## Рекорди
| Рекорди пре почетка Европског првенства 2012. | Рекорди пре почетка Европског првенства 2012. | Рекорди пре почетка Европског првенства 2012. | Рекорди пре почетка Европског првенства 2012. | Рекорди пре почетка Европског првенства 2012. |
| --------------------------------------------- | --------------------------------------------- | --------------------------------------------- | --------------------------------------------- | --------------------------------------------- |
| Светски рекорд                                | Ванг Ђунсја · Кина                            | 29:31,78                                      | Пекинг, Кина                                  | 8. септембар 1993                             |
| Европски рекорд                               | Елван Абејлегасе · Турска                     | 29:56,34                                      | Пекинг, Кина                                  | 15. август 2008                               |
| Рекорди Европских првенстава                  | Пола Редклиф · Уједињено Краљевство           | 30:01,09                                      | Минхен, Немачка                               | 8. август 2002                                |
| Најбољи светски резултат сезоне               | Тирунеш Дибаба · Етиопија                     | 30:24,39                                      | Јуџин, САД                                    | 1. јун 2012.                                  |
| Најбољи европски резултат сезоне              | Јелисавета Гречишникова · Русија              | 31:07,88                                      | Москва, Русија                                | 11. јун 2012.                                 |

### Најбољи европски резултати у 2012. години
Десет најбољих европских скакачица увис 2012. године до почетка првенства (27. јуна 2012), имали су следећи пласман на европској и светској ранг листи. (СРЛ)
| 1.  | Јелизавета Гречушникова Русија        | 31:07,88 | 11. јуна  | 5. СРЛ  |
| 2.  | Сара Мореира, Португалија             | 31:23,51 | 3. јун    | 8. СРЛ  |
| 3.  | Финула Бритон , Ирска                 | 31:29,22 | 29. април | 10. СРЛ |
| 4.  | Џулија Блисдејл, Уједињено Краљевство | 31:29,57 | 29. април | 11. СРЛ |
| 5.  | Џоан Пејви, Уједињено Краљевство      | 31:32,22 | 3. јун    | 12. СРЛ |
| 6.  | Кристел Доне, Француска               | 31:35,81 | 3. јун    | 14. СРЛ |
| 7.  | Сабрина Мокенхаупт, Немачка           | 31:41,54 | 3. јун    | 15. СРЛ |
| 8.  | Надија Ејафини, Италија               | 31:45,14 | 3. јун    | 19. СРЛ |
| 9.  | Наталија Попкова, Русија              | 31:55,83 | 11. јун   | 25. СРЛ |
| 10. | Алина Прокопева, Русија               | 31:57,38 | 11. јун   | 26. СРЛ |

## Победнице
|                               |                                  |                        |
| Ана Дулсе Феликс, Португалија | Џоан Пејви, Уједињено Краљевство | Олха Скрипак, Украјина |

## Сатница
| Датум         | Време | Коло   |
| ------------- | ----- | ------ |
| 1. јула 2012. | 17,25 | Финале |

## Резултати
Старт 1. јула 2012 у 17,25
| Пласман | Такмичарка               | Земља                | Време    | Белешке |
| ------- | ------------------------ | -------------------- | -------- | ------- |
|         | Ана Дулсе Феликс         | Португалија          | 31:44,75 |         |
|         | Џоан Пејви               | Уједињено Краљевство | 31:49,03 |         |
|         | Олга Скрипак             | Украјина             | 31:51,32 | NUR     |
| 4       | Финула Бритон            | Ирска                | 32:05,54 |         |
| 5       | Сабрина Мокенхаупт       | Немачка              | 32:16,55 |         |
| 6       | Шарлот Пердју            | Уједињено Краљевство | 32:28,46 |         |
| 7       | Ана Дијас                | Португалија          | 32:35.82 |         |
| 8       | Елена Ромањоло           | Италија              | 32:4,31  |         |
| 9       | Џема Стил                | Уједињено Краљевство | 32:46,32 |         |
| 10      | Леонор Карнеиро          | Португалија          | 33:05,92 | ЛР      |
| 11      | Лидија Родригез          | Шпанија              | 33:09,53 |         |
| 12      | Татјана Головченко       | Украјина             | 33:18,15 |         |
| 13      | Марта Силвестре          | Шпанија              | 34:21,24 |         |
| 14      | Патриција Морсели Бихлер | Швајцарска           | 34:24,82 |         |
| -       | Надија Ејафини           | Италија              | НЗ       |         |
| -       | Кристина Пап             | Мађарска             | НЗ       |         |

### Пролазна времена
| Дистанца | Атлетичарка        | Држава      | Време     |
| -------- | ------------------ | ----------- | --------- |
| 1000 м   | Сабрина Мокенхаупт | Немачка     | 3:10,22   |
| 2000 м   | Финула Бритон      | Ирска       | 6:28,64   |
| 3000 м   | Финула Бритон      | Ирска       | 9:37,14   |
| 4000 м   | Олга Скрипак       | Украјина    | 12:49,90  |
| 5000 м   | Финула Бритон      | Ирска       | 15:59,85  |
| 6000 м   | Финула Бритон      | Ирска       | 19:14,09  |
| 7000 м   | Ана Дулсе Феликс   | Португалија | 22:24,62  |
| 8000 м   | Ана Дулсе Феликс   | Португалија | 225,32,05 |
| 9000 м   | Ана Дулсе Феликс   | Португалија | 28:40,.03 |